# Harold Cowart
Harold Cowart (* 12. Juni 1944 in Baton Rouge, Louisiana; † 27. Juni 2010 ebenda) war ein US-amerikanischer Bassist und Musikproduzent.

## Leben
Cowart wuchs in Baton Rouge, Louisiana auf und war schon mit 14 Jahren professioneller Bassist. Er schloss sich zunächst Lenny Capello and the Dots an. Anschließend folgte John Fred & His Playboy Band. Mit dieser Gruppe hatte er 1968 den US-Nummer-eins-Hit Judy in Disguise (With Glasses), eine Parodie auf Lucy in the Sky with Diamonds von The Beatles.
In den 1970ern zog er nach Miami und arbeitete als Studiomusiker in den Criteria Recording Studios, unter anderem für Brook Benton, Frankie Valli, Andy Gibb und Barbra Streisand. Er war außerdem Bestandteil der Tourband der Bee Gees. In den 1980ern spielte er mit Joe Laundry and the Southland Band, einer Gruppe aus seiner Heimatstadt. 1986 gehörte er zur Begleitband von Fats Domino, Ray Charles und Jerry Lee Lewis beim Cinemax-Special Fats & Friends.
Nach seiner Rückkehr nach Baton Rouge gründete er ein Aufnahmestudio und produzierte zahlreiche Alben, unter anderem für die Louisiana Boys, Al Hirt und den Rapper Young Bleed. Er verstarb am 16. Juni 2010 in seinem Haus in Baton Rouge.

## Diskografie (Auswahl)

### Als Musiker
- John Fred & His Playboy Band: Judy in Disguise (With Glasses) (Single, 1968)
- John Fred & His Playboy Band: Hey Hey Bunny (Single, 1968)
- Brook Benton: Brook Benton Today (1969)
- Aretha Franklin: Spirit in the Dark(1970)
- The Rascals: Search and Nearness (1971)
- The Elephant: Same (1975)
- Andy Gibb: Flowing Rivers (1977)
- Frankie Valli: Grease (Soundtrack, 1978)
- Jay Ferguson: Thunder Island (1978)
- Andy Gibb: Shadow Dancing (1978)
- Bee Gees: Spirits Having Flown (1979)
- Andy Gibb: After Dark (1980)
- Barbra Streisand: Guilty (1980)
- Life: Same (1981)
- Barry Gibb: Now Voyager (1984)